# Syrrhaptes
Syrrhaptes är ett släkte fåglar i familjen flyghöns inom ordningen flyghönsfåglar. Släktet omfattar två arter med utbredning i Asien:
- Tibetflyghöna (S. tibetanus)
- Stäppflyghöna (S. paradoxus)

DNA-studier visar dock att släktet är parafyletiskt gentemot Pterocles. Det senare kan komma att delas upp i framtiden, alternativt att Syrrhaptes inkluderas i Pterocles. Inga större taxonomiska auktoriteter har dock ännu följt dessa resultat.